# Confédération syndicale du Congo
Pour les articles homonymes, voir CSC.
La Confédération syndicale du Congo (CSC) est l'une des plus puissantes des confédération interprofessionnelle de syndicats en République démocratique du Congo.
La CSC est affiliée à la Confédération syndicale internationale (CSI). La Confédération syndicale du Congo (CSC) est l'une des plus puissantes des confédération interprofessionnelle de syndicats en République démocratique du Congo. La Confédération Syndicale du Congo " ACKIM MATANDA" est créée à Kinshasa le 7 février 1991 moins d'un an après le discours du 24 avril 1990 annonçant la démocratisation de la vie politique du pays et rétablissant ipso facto le pluralisme syndical.

## Objet
La Confédération Syndicale du Congo a son siège social, sur avenue Kasa-Vubu n° 461 dans la Commune de la Gombe. Il peut, sur décision du Congrès, être transféré en tout autre lieu de la république Démocratique du Congo.
La Confédération Syndicale du Congo est enregistrée sous l'acte ministériel n° 017/91 du 7 février 1991 conformément aux dispositions du titre XVI chapitre I du Code du Travail ayant trait aux relations professionnelles, dispositions qui tirent leur source de la convention n° 87 de l'O.I.T. sur la liberté syndicale et la protection du droit syndical.
La doctrine de base de la Confédération Syndicale du Congo qui constitue le fondement de son action, est la doctrine sociale chrétienne plaçant l'homme au centre de son action. La Confédération Syndicale du Congo luttera pour l'établissement d'une société fondée sur la justice sociale et le partage équitable des richesses nationales.
La Confédération Syndicale du Congo s'est dotée d'une structure capable de lui permettre d'assumer pleinement son rôle en tant qu'organisation professionnelle vouée totalement à la défense et à la promotion des intérêts des travailleurs sans oublier le développement de leur mieux-être par l'organisation des séminaires de formation et la création des secteurs d'activités socio-économiques au profit de ses adhérents.
La Confédération Syndicale du Congo en tant que mouvement syndical qui croit et se renforce pour être une puissante force sociale n'ignore pas les graves problèmes auxquels sont confrontés, d'une part l'humanité et d'autre part, la RDC, est résolument engagée à remplir dans la noblesse et la dignité sa délicate mission d'agir sur diverses formes afin de défendre les revendications économiques et sociales, pour les libertés et droits syndicaux de ses membres.
A cet effet, elle rejette, s'insurge et condamne formellement :
L'arbitraire et la répression exercés sur les travailleurs et leurs syndicats. Le non-respect des droits et intérêts vitaux des travailleurs. La non-application et le non-respect de la déclaration Universelle des droits de l'homme. La non-application des conventions de l'O.I.T. sur les droits syndicaux. Toute exploitation tendant à aliéner d'une façon délibérée les droits du travailleur, et son asservissement.

## Missions et objectifs
· DE SON OBJET
· DES MOYENS D'ACTION
· DE L'AFFILIATION DE SES MEMBRES
· DES DROITS
· DES DEVOIRS DES MEMBRES

### Doctrine de base
La doctrine de la Confédération Syndicale du Congo qui constitue le fondement de son action est la doctrine sociale chrétienne qui place l'homme au centre de son action.
La Confédération Syndicale du Congo lutte pour une société fondée sur la justice sociale et le partage équitable des richesses nationales.
Elle est indépendante vis-à-vis des:
· Partis politiques
· Gouvernements
· Eglises
Elle respecte la liberté de conscience et de pensée de ses membres.
Elle apporte son soutien à tout gouvernement qui par son action, satisfait les aspirations légitimes des masses ouvrières et paysannes.
De son objet
La Confédération Syndicale du Congo a pour objet : L'étude, la défense, le développement des intérêts professionnels ainsi que le progrès social, économique et moral de ses membres.
Le travailleur est une personne humaine, il a droit :
· au respect de sa vie
· aux conditions de vie conformes à sa dignité
· à son épanouissement intégral en tant que personne humaine.
En vue d'atteindre son objectif, la Confédération Syndicale du Congo se fixe comme buts :
· le regroupement de tous les travailleurs intellectuels, manuels, ouvriers et paysans sans distinction de sexe, de nationalité ou de religion.
· la défense, la sauvegarde et la promotion des intérêts légitimes des travailleurs et pour l'amélioration constante de leur condition de vie et de travail.
· La recherche des conditions propices à l'instauration d'un nouvel ordre économique et social équitable basé sur la justice et le respect du travailleur.
david
· L'éducation permanente des travailleurs pour l'acquisition de nouvelles méthodes et techniques plus rentables et moins fatigantes et l'utilisation plus rationnelle des loisirs sains dans des buts culturels et sportifs.

### Moyens d’action
Pour atteindre les buts définis dans ses statuts, la CSC utilisera notamment les moyens d'actions suivants :
1. Assurer la représentation des travailleurs intellectuels et manuels, ouvriers et paysans, dans tous les organismes à caractère économique, social et politique créés tant sur le plan national qu'international ; 2. Participer au plan national, à toutes les commissions de planification afin d'assurer l'harmonie entre l'extension rationnelle de la production et la satisfaction des besoins individuels et collectifs des travailleurs ; 3. Lutter pour l'obtention et le respect des statuts et des conventions collectives assurant une garantie de carrière, une juste rétribution et une meilleure sécurité sociale ; 4. Créer des écoles, organiser des cours, des séminaires, des stages, des conférences et des séances de formation et d'information pour tous ses membres afin de leur assurer l'éducation et la formation permanente. 5. Organiser et favoriser la création des mutualités, des œuvres sociales, des coopératives et des sociétés. 6. Créer une presse syndicale, éditer des ouvrages et établir des statistiques nécessaires. 7. Entretenir et développer la coopération africaine et Internationale.
Le mot clé dans la conception d'un syndicalisme créatif et combatif est celui de la solidarité. La Confédération Syndicale du Congo doit s'efforcer de faire de la solidarité l'un de ses objectifs principaux de ses actions.

### Affiliation de ses membres
A ce jour, la Confédération Syndicale du Congo compte plus de 400.000 membres et a obtenu plus de 1005 sièges lors de dernières élections. Elle est la 2ème Organisation en importance des sièges derrière l'UNTC.
Est membre de la Confédération Syndicale du Congo, tout travailleur intellectuel, manuel, ouvrière et paysan de la République Démocratique du Congo ou tout syndicat qui adhère librement à l'Organisation et respecte les statuts.
Tout membre peut librement démissionner de la Confédération Syndicale du Congo. Toutefois, un syndicat professionnel membre, ne peut se retirer de la CSC que moyennant préavis pris par le Congrès dudit syndicat et adressé au Conseil National de la CSC.

### Droits des membres
Les membres de la Confédération Syndicale du Congo ont droit soit individuellement soit collectivement :
- à la défense, à la promotion et à la représentation de leurs intérêts professionnels - à l'éducation et à la formation syndicale - à tous les avantages sociaux et économiques obtenus ou mis à leur disposition par la Confédération Syndicale du Congo. - Les syndicats, les corps des métiers, les mutuelles, les coopératives, les associations paysannes affiliées conservent leur autonomie tant administrative que financière et jouissent des garantis aux membres par les statuts.

### Devoirs des membres
Tout membre de la Confédération Syndicale du Congo a le devoir de :
1. respecter les statuts et règlement de la CSC 2. Soutenir partout et en toute circonstance le programme d'action de la CSC 3. Respecter les options philanthropiques, politiques ou religieuses d'autres membres au cours des réunions et dans l'enceinte des locaux de la CSC. 4. Participer aux réunions, sessions de formation ou d'information syndicale organisées par la CSC. 5. Payer régulièrement ses cotisations. 6. Recruter de nouveaux membres.

Le Mouvement Ouvrier Chrétien du Congo Ce Mouvement a été créé par les organisations constitutives dans le but d'unir leurs efforts, se soutenir mutuellement. Ensemble, donner plus de force aux actions et aux initiatives qu'elles lancent collectivement. Du fait de son rôle de coordination, le MOCC tient à faire bénéficier l'ensemble du Mouvement des services tels que la formation, l'information-éducation…
Le MOCC forme, avec toutes ses organisations constitutives, un Mouvement social qui se veut attentif aux problèmes d'aujourd'hui et qui essaient d'y répondre aux niveaux local et national. De cette manière, le MOCC veut promouvoir la participation à la vie en société, renforcer la résistance morale des citoyens, lutter contre la pauvreté sous toutes ses formes, contre la précarité des travailleurs et protéger les groupes défavorisées de la population. Le MOCC regroupe actuellement quatre organisations, à savoir: l'Action Féminine Chrétienne (AFC), la Confédération Syndicale du Congo (CSC), La jeunesse Ouvrière Chrétienne (JOC) et l'Union des Mutualités Chrétiennes du Congo (UMCC).

## Structure
Congrès De la composition Le Congrès est l'organe suprême de la C.S.C.
Il est composé :
Des membres du Conseil National Des membres du Bureau Exécutif Des membres représentants de : Comités provinciaux ; Comités locaux ; Délégués syndicaux ; Mutuelles, coopératives, corps des métiers et associations paysannes membres de la CSC en règle des cotisations Du fonctionnement Le Congrès se réunit en session ordinaire une fois tous les cinq ans sur convocation du Bureau Exécutif.
Il se réunit également en session extraordinaire à la demande d'un tiers des membres du Conseil national.
Pour siéger valablement, le Congrès doit réunir au moins la majorité absolue des membres présents.
Les décisions du Congrès sont prises à la majorité absolue des membres et elles sont opposables à tous.
Les modalités de vote et le fonctionnement du Congrès sont déterminés par un règlement intérieur.
Les décisions et résolutions du Congrès doivent être consignées dans un registre des actes et résolutions de la C.S.C. sous forme de procès-verbal signé par le Président et le rapporteur général.
Ce registre est consigné au siège de l'Organisation.
Des attributions Les attributions du Congrès sont :
L'adoption, l'adaptation et la modification des statuts de l'Organisation; L'adoption du programme d'action de l'Organisation; L'élection du Président, des vice- présidents et des membres du Bureau Exécutif ; Le vote des résolutions; L'adoption des rapports d'activités et financiers présentés par le Bureau journalier de la C.S.C. La rupture du mandat des membres du Bureau journalier en cas de faute lourde, d'incapacité physique, juridique ou d'incompatibilité constatée par le Conseil National sur proposition du Bureau Exécutif; L'exercice de tout autre pouvoir prévu par les dispositions des présents statuts. Le Congrès peut en outre déléguer certains de ses pouvoirs au Conseil National, à l'exception des points 1° et 3° du présent article.
Les points suivants constituent des matières concurrentes du Congrès et du Conseil National : - La discussion et l'approbation des rapports d'activités du Bureau Journalier.
Bureau Exécutif De la composition Le Bureau Exécutif se compose :
Des membres du Bureau journalier ; Des Secrétaires Généraux des Centrales Professionnelles et des départements spécialisés ou leurs intérimaires ; Des Présidents ou Secrétaires Généraux des Syndicats affiliés. Du fonctionnement Le Bureau Exécutif se réunit au moins une fois par mois. Il est convoqué et présidé par le Président de la C.S.C. En cas d'absence du Président, les réunions du Bureau Exécutif sont présidées par un des vice-présidents assumant l’intérim.
En cas d’empêchement du Président, le plus âgé parmi les vice-présidents assume l’intérim qui ne peut dépasser 6 mois en attendant la convocation du Congrès extraordinaire. La majorité simple de ses membres est requise pour que le Bureau Exécutif siège valablement. Les décisions sont prises à la majorité absolue des membres présents; Les débats du Bureau Exécutif font l'objet d'un procès-verbal approuvé par lui et signé par le Président et le rapporteur. Le Bureau Exécutif adopte son règlement intérieur.
De la compétence Le Bureau Exécutif prend toutes les dispositions nécessaires pour la bonne marche de l'Organisation;
A cet effet, il a pour compétence :
D'arrêter les modalités d'exécution du programme d'action de la C.S.C... De préparer les travaux préliminaires du Conseil National et du Congrès; De transmettre au Conseil National, avec avis et considérations, les candidatures aux postes de Président et vice-présidents; De décider de la grève générale ou partielle; D'annuler toutes les décisions des organes inférieurs contraires aux statuts; De décider de la représentation au sein des secteurs clés de l'économie et de la vie sociale; De décider des relations de la C.S.C. avec le Gouvernement en matière de politique syndicale; De définir la position de la C.S.C. devant les problèmes politiques et les grandes questions économiques sociales du pays. De créer et de restructurer des Centrales professionnelles, des Départements et Services Spécialisés, des Fédérations provinciales et des Unions locales; De fixer la contribution des Syndicats, des mutuelles, des coopératives, des associations paysannes, des corps des métiers au budget de la Confédération; De nommer et de remplacer des membres de la Commission de contrôle financiers; D’approuver l'organigramme de la Confédération ; De nommer ou de relever des hauts cadres administratifs de la C.S.C. de leurs fonctions; De définir le cadre de la coopération internationale.
Bureau journalier De la composition Le Bureau Journalier se compose :
du Président des Vice-Présidents. Du Président Le Président est le premier responsable de la C.S.C. Il dirige et contrôle toutes les activités de la Confédération Syndicale du Congo. Il prend, après avis du Bureau Journalier et du Bureau Exécutif, toutes les mesures nécessaires pour la bonne marche de l’Organisation et en répond devant les organes directeurs. Le Président représente la C.S.C. vis-à-vis des tiers.
Il peut ester en justice tant en demandant qu'en défendant.
Le Président et les vice-présidents sont solidairement responsables de la gestion financière et administrative devant les organes directeurs de l'Organisation.
Ils sont tenus à la collégialité et à la transparence dans la gestion financière, administrative et humaine conformément aux statuts du personnel, au règlement financier et aux règlements particuliers de 'Organisation.
Les vice-présidents exercent leurs fonctions sous la coordination et la supervision du Président.
De l'éligibilité et du mandat Peut être élu Président ou vice-président, tout cadre permanent revêtu de grade assumant les fonctions de :
Président Vice-Président Secrétaire général Peut être élu Secrétaire Général, tout cadre permanent revêtu du grade du de Secrétaire Provincial Interprofessionnel, Secrétaire Provincial Interprofessionnel adjoint ou du Secrétaire Local Interprofessionnel sur proposition du Bureau Journalier.
Le mandat du Président, Vice-Président, du Secrétaire Général et du Secrétaire Général Adjoint est de 5 ans.
De la compétence et du fonctionnement Les membres du Bureau Journalier se réunissent au moins une fois par semaine sous la présidence du Président ou d’un vice-président assumant l’intérim.
Le Bureau journalier prépare les travaux du Bureau Exécutif et exécute ses décisions.
Le Bureau journalier engage les agents administratifs jusqu'au grade de Chef de Service.
De la perte du mandat Le Président et les vice-présidents perdent leur mandant par :
Décès Démission Incapacité physique ou mentale permanente Révocation pour faute lourde prononcée par le Congrès.
Centrales professionnelles DES CENTRALES PROFESSIONNELLES Les travailleurs sont organisés par branche d’activités professionnelles appelées CENTRALE PROFESSIONNELLE
Les structures et les fonctionnements des Centrales Professionnelles sont régis par un règlement intérieur Approuvé par le Conseil National sur proposition du Bureau Exécutif.
Fédération provinciales Du ressort et de la mission des Fédérations provinciales Le ressort des Fédérations provinciales est la province. La Fédération provinciale de la C.S.C. a pour mission : D'assurer une propagande syndicale active et efficace dans la circonscription; D'organiser et diriger tous les services administratifs sur le plan provincial et local ainsi que de régler les rapports des actions locales avec les Centrales professionnelles et organismes officiels. De faciliter la défense des intérêts des travailleurs en éclairant la Confédération et les Centrales intéressées sur la situation exacte des travailleurs dans la province ou dans l'industrie et en faisant connaître leurs desiderata; De répondre rapidement à toutes les demandes de renseignements émanant de la Confédération ou des Centrales professionnelles ; De veiller à ce que les règlements de la Confédération soient observés et de rester en contact étroit avec ces dernières ; De prendre toutes les initiatives propres à inciter les membres à s'intéresser au programme, à l'action et au développement de la Confédération; D'assurer l'information et la formation des travailleurs. DES ORGANES DES FEDERATIONS PROVINCIALES DU COMITE PROVINCIAL De la composition
Le comité provincial est l'ensemble des comités syndicaux de la Fédération provinciale.
Il est composé de :
Membres des comités provinciaux Membres du secrétariat provincial Membres des comités locaux de la compétence
Le comité provincial a pour compétence :
D'examiner et d'adopter chaque année le rapport d'activités et le programme d'actions du Secrétariat provincial et des comités locaux; D'adopter le budget de fonctionnement du comité provincial; De veiller à l'application dans la Fédération des décisions prises par les organes supérieurs de la C.S.C. ; D'assurer la coordination des activités des comités locaux; D'assurer l'information et la formation des travailleurs par un encadrement permanent; De représenter la C.S.C. auprès des Instances provinciales y compris les Cours et Tribunaux sur délégation expresse du Président de l'Organisation; D'élire pour un mandat de 4 ans renouvelable, le Secrétaire provincial interprofessionnel et ses adjoints après avis et appréciations du Bureau Exécutif. Du fonctionnement
Le comité provincial se réunit une fois les 6 mois. Il est convoqué et présidé par le Secrétaire Provincial Interprofessionnel. Les décisions sont prises à la majorité absolue de ses membres. A la fin de chaque session, il est dressé un procès-verbal dont les Copies sont adressées au Bureau journalier de la C.S.C.

## Départements spécialisés
Economie informelle Selon l’Organisation International du Travail « OIT », le secteur informel est un groupe d’entreprises familiales ou entreprises sans personnalité juridique. D‘après les conclusions, sur le travail décent, de la 90ème Conférence Internationale du Travail 2002, le terme économie informelle a été jugé préférable à celui du secteur informel car les travailleurs et les entreprises n’appartiennent pas à un seul secteur ou domaine d’activités mais ils traversent plutôt une variété de secteur. La CSC a souscrit à cette définition.
1. L’économie informelle regroupe les activités : Qui assurent à la famille sa survie quotidienne dans un contexte où le revenu formel ne suffit plus à couvrir les besoins courants, Qui se rattachent à la petite production marchande « réalisée par des micro-entreprises. Celles-ci ne sont pas enregistrées parce que leur potentiel de croissance est jugé trop faible, Qui se rattachent au « capitalisme sauvage ». C’est le cas où le secteur formel (entreprise privée ou publique) échange son argent à Wall Street (cambisme de rue) afin d’acquérir les devises ou le fait qu’elles achètent de l’or ou diamant auprès des artisans illégaux. 2. Ne font pas partie de l’économie informelle les activités ci-après : Les emplois réguliers, stables et protégés au sein des entreprises réglementées, L’économie criminelle, tout dépend de la conception de la criminalité, certains comprennent l’économie criminelle au sein de l’économie informelle. Ainsi, la prostitution est considérée dans certains pays comme activité criminelle, mais cela n’est pas le cas dans d’autres pays, où cette activité est légalement reconnue et il existe même des syndicats des prostituées, L’économie familiale : le travail domestique non rémunéré et les activités ménagères. Cette catégorie n’est pas retenue car les biens et services produits par ce type d’activités ne rentrent pas dans le cadre d’un marché. 3. Caractéristiques de l’économie informelle Faible revenu, Insécurité d’emploi, Discrimination, Longs horaires de travail, Manque de protection sociale, Bas niveau de formation, Faible syndicalisation des travailleurs, Vulnérabilité des travailleurs face aux interfaces des autorités publiques et au harcèlement de la police, car ils sont souvent vus comme des hors la loi, Non-considération du chiffre d’affaires des entreprises dans les statistiques officielles, même si leur contribution économique est probablement plus importante que celle des entreprises formelles, Le manque de sécurité au travail. 4. Les syndicats définissent l’économie informelle comme un éventail d’activités hétérogènes qui en règle générale partagent trois caractéristiques : La législation, particulièrement celle au travail n’est pas appliquée, sciemment ou non, Il s’agit d’emplois sans contrat formel, dans des conditions de travail précaires à des bas salaires, Il s’agit généralement des petites unités à organisation faible où la relation employeurs – travailleurs est personnalisée, où les patrimoines personnels et celui de l’entreprise ne sont pas toujours délimités. Objectif de la CSC dans l’économie informelle L’objectif global « organiser les travailleurs de l’économie informelle : Un défi de développement majeur en République Démocratique du Congo ».
Il y a six (6) objectifs spécifiques :
Sensibiliser les travailleurs de l’économie informelle dans les onze (11) provinces de la RDC, Syndicaliser les travailleurs de l’économie informelle, Renforcer les capacités des animateurs et militants, Améliorer les conditions de travail et de vie des travailleurs de l’économie informelle, Redynamiser le Département ACAR « Action Coopérative et Animation Rurale », Assurer la sécurité des membres. Moyens d’action Regroupés autour de trois (3) activités principales :
Sensibilisation et organisation, Séminaire de formation, Action politique et encadrement (coopératives animations rurales, etc). Les réalisations de la CSC dans l’économie informelle Le cadre opérationnel mis en place par la CSC avait comme mission pour les premières années d’organiser les travailleurs de l’économie informelle en vue d’assurer leur syndicalisation et de mieux les défendre vis-à-vis des pouvoirs publics.
C’est depuis janvier 2004 que la CSC s’est lancée dans ce secteur par l’organisation d’une coordination tant au niveau national que provincial.
Pour mieux cerner les problèmes de l’économie informelle, la CSC a répertorié 16 secteurs d’intervention sur lesquels les actions doivent être orientées. Il s’agit de :
Petit commerce, Transport, Agriculture, élevage, pêche et alimentation, Services, Communication, Habillement, Métallurgie, Construction et bois, Textile et maroquinerie, Finances, Santé, Education, Presse et imprimerie, Industries diverses, Arts et métiers, Mines. Ne pouvant pas tout embrasser à la fois a priorité a été accordée aux trois premiers secteurs à savoir : Le petit commerce, le transport et l’alimentation, agriculture, élevage, pêche. Ainsi, des actions ont été menées dans :
Le secteur du petit commerce : La CSC s’est attelée à la constitution des comités de marchés par branches d’activités, Le secteur de transport : La CSC travaille et encadre les membres de l’Association des Chauffeurs du Congo « ACCO » qui compte près de 40.000 adhérents. A Kisangani, dans la province Orientale, les conducteurs des vélos taxi dénommé « TOLEKA » ont mis en place une structure de fonctionnement, pour mieux assurer la défense de leurs intérêts, Le secteur Agriculture, Elevage, Pêche, Alimentation : La CSC est en contact avec un réseau des boulangers artisanaux. Les pêcheurs sont regroupés en UNAPECO ‘Union Nationale des Pêcheurs du Congo), cette organisation compte 1.500 membres dont près de 10 % des femmes. L’encadrement est en cours avec les éleveurs à domicile. Mais il se pose encore un problème d’approvisionnement en produits alimentaires pour les volailles et les poussins importés. Par ailleurs, la CSC a enregistré certaines branches d’activités informelles telles que : les cordonniers, les photographes, les fabricants des casseroles, les sculpteurs, les mécaniciens auto, les ajusteurs soudeurs et les menuisiers.
Les semaines de sensibilisation organisées à Kinshasa, Matadi et Kikwit ont démontré le besoin en formation des permanents et militants.
En appui à cette formation, il est organisé une campagne de sensibilisation et conscientisation des travailleurs de l’économie informelle sur le plan national.
La CSC va lutter pour :
Favoriser le regroupement l’encadrement des organisations par branches d’activités ou corps de métiers, Faire adapter la législation en vigueur en matière du travail et autre (code du travail, droit fiscal) à la nouvelle réalité de l’économie informelle afin d’offrir une protection aux travailleurs de ce secteur, Mettre en place dans ce secteur les conventions collectives et les protocoles d’accord, Assurer une représentation des travailleurs de l’économie informelle à travers la CSC dans le dialogue social.
Economie informelle Selon l’Organisation International du Travail « OIT », le secteur informel est un groupe d’entreprises familiales ou entreprises sans personnalité juridique. D‘après les conclusions, sur le travail décent, de la 90ème Conférence Internationale du Travail 2002, le terme économie informelle a été jugé préférable à celui du secteur informel car les travailleurs et les entreprises n’appartiennent pas à un seul secteur ou domaine d’activités mais ils traversent plutôt une variété de secteur. La CSC a souscrit à cette définition.
1. L’économie informelle regroupe les activités : Qui assurent à la famille sa survie quotidienne dans un contexte où le revenu formel ne suffit plus à couvrir les besoins courants, Qui se rattachent à la petite production marchande « réalisée par des micro-entreprises. Celles-ci ne sont pas enregistrées parce que leur potentiel de croissance est jugé trop faible, Qui se rattachent au « capitalisme sauvage ». C’est le cas où le secteur formel (entreprise privée ou publique) échange son argent à Wall Street (cambisme de rue) afin d’acquérir les devises ou le fait qu’elles achètent de l’or ou diamant auprès des artisans illégaux. 2. Ne font pas partie de l’économie informelle les activités ci-après : Les emplois réguliers, stables et protégés au sein des entreprises réglementées, L’économie criminelle, tout dépend de la conception de la criminalité, certains comprennent l’économie criminelle au sein de l’économie informelle. Ainsi, la prostitution est considérée dans certains pays comme activité criminelle, mais cela n’est pas le cas dans d’autres pays, où cette activité est légalement reconnue et il existe même des syndicats des prostituées, L’économie familiale : le travail domestique non rémunéré et les activités ménagères. Cette catégorie n’est pas retenue car les biens et services produits par ce type d’activités ne rentrent pas dans le cadre d’un marché. 3. Caractéristiques de l’économie informelle Faible revenu, Insécurité d’emploi, Discrimination, Longs horaires de travail, Manque de protection sociale, Bas niveau de formation, Faible syndicalisation des travailleurs, Vulnérabilité des travailleurs face aux interfaces des autorités publiques et au harcèlement de la police, car ils sont souvent vus comme des hors la loi, Non-considération du chiffre d’affaires des entreprises dans les statistiques officielles, même si leur contribution économique est probablement plus importante que celle des entreprises formelles, Le manque de sécurité au travail. 4. Les syndicats définissent l’économie informelle comme un éventail d’activités hétérogènes qui en règle générale partagent trois caractéristiques : La législation, particulièrement celle au travail n’est pas appliquée, sciemment ou non, Il s’agit d’emplois sans contrat formel, dans des conditions de travail précaires à des bas salaires, Il s’agit généralement des petites unités à organisation faible où la relation employeurs – travailleurs est personnalisée, où les patrimoines personnels et celui de l’entreprise ne sont pas toujours délimités. Objectif de la CSC dans l’économie informelle L’objectif global « organiser les travailleurs de l’économie informelle : Un défi de développement majeur en République Démocratique du Congo ».
Il y a six (6) objectifs spécifiques :
Sensibiliser les travailleurs de l’économie informelle dans les onze (11) provinces de la RDC, Syndicaliser les travailleurs de l’économie informelle, Renforcer les capacités des animateurs et militants, Améliorer les conditions de travail et de vie des travailleurs de l’économie informelle, Redynamiser le Département ACAR « Action Coopérative et Animation Rurale », Assurer la sécurité des membres. Moyens d’action Regroupés autour de trois (3) activités principales :
Sensibilisation et organisation, Séminaire de formation, Action politique et encadrement (coopératives animations rurales, etc). Les réalisations de la CSC dans l’économie informelle Le cadre opérationnel mis en place par la CSC avait comme mission pour les premières années d’organiser les travailleurs de l’économie informelle en vue d’assurer leur syndicalisation et de mieux les défendre vis-à-vis des pouvoirs publics.
C’est depuis janvier 2004 que la CSC s’est lancée dans ce secteur par l’organisation d’une coordination tant au niveau national que provincial.
Pour mieux cerner les problèmes de l’économie informelle, la CSC a répertorié 16 secteurs d’intervention sur lesquels les actions doivent être orientées. Il s’agit de :
Petit commerce, Transport, Agriculture, élevage, pêche et alimentation, Services, Communication, Habillement, Métallurgie, Construction et bois, Textile et maroquinerie, Finances, Santé, Education, Presse et imprimerie, Industries diverses, Arts et métiers, Mines. Ne pouvant pas tout embrasser à la fois a priorité a été accordée aux trois premiers secteurs à savoir : Le petit commerce, le transport et l’alimentation, agriculture, élevage, pêche. Ainsi, des actions ont été menées dans :
Le secteur du petit commerce : La CSC s’est attelée à la constitution des comités de marchés par branches d’activités, Le secteur de transport : La CSC travaille et encadre les membres de l’Association des Chauffeurs du Congo « ACCO » qui compte près de 40.000 adhérents. A Kisangani, dans la province Orientale, les conducteurs des vélos taxi dénommé « TOLEKA » ont mis en place une structure de fonctionnement, pour mieux assurer la défense de leurs intérêts, Le secteur Agriculture, Elevage, Pêche, Alimentation : La CSC est en contact avec un réseau des boulangers artisanaux. Les pêcheurs sont regroupés en UNAPECO ‘Union Nationale des Pêcheurs du Congo), cette organisation compte 1.500 membres dont près de 10 % des femmes. L’encadrement est en cours avec les éleveurs à domicile. Mais il se pose encore un problème d’approvisionnement en produits alimentaires pour les volailles et les poussins importés. Par ailleurs, la CSC a enregistré certaines branches d’activités informelles telles que : les cordonniers, les photographes, les fabricants des casseroles, les sculpteurs, les mécaniciens auto, les ajusteurs soudeurs et les menuisiers.
Les semaines de sensibilisation organisées à Kinshasa, Matadi et Kikwit ont démontré le besoin en formation des permanents et militants.
En appui à cette formation, il est organisé une campagne de sensibilisation et conscientisation des travailleurs de l’économie informelle sur le plan national.
La CSC va lutter pour :
Favoriser le regroupement l’encadrement des organisations par branches d’activités ou corps de métiers, Faire adapter la législation en vigueur en matière du travail et autre (code du travail, droit fiscal) à la nouvelle réalité de l’économie informelle afin d’offrir une protection aux travailleurs de ce secteur, Mettre en place dans ce secteur les conventions collectives et les protocoles d’accord, Assurer une représentation des travailleurs de l’économie informelle à travers la CSC dans le dialogue social.